# Mount Fitzpatrick
Der Mount Fitzpatrick ist mit einer Höhe von 3324 m der höchste Berg der Salt River Range im Westen des US-Bundesstaates Wyoming. Er liegt innerhalb des Bridger-Teton National Forest, circa 10 km östlich des Ortes Afton.